# レプラコーン

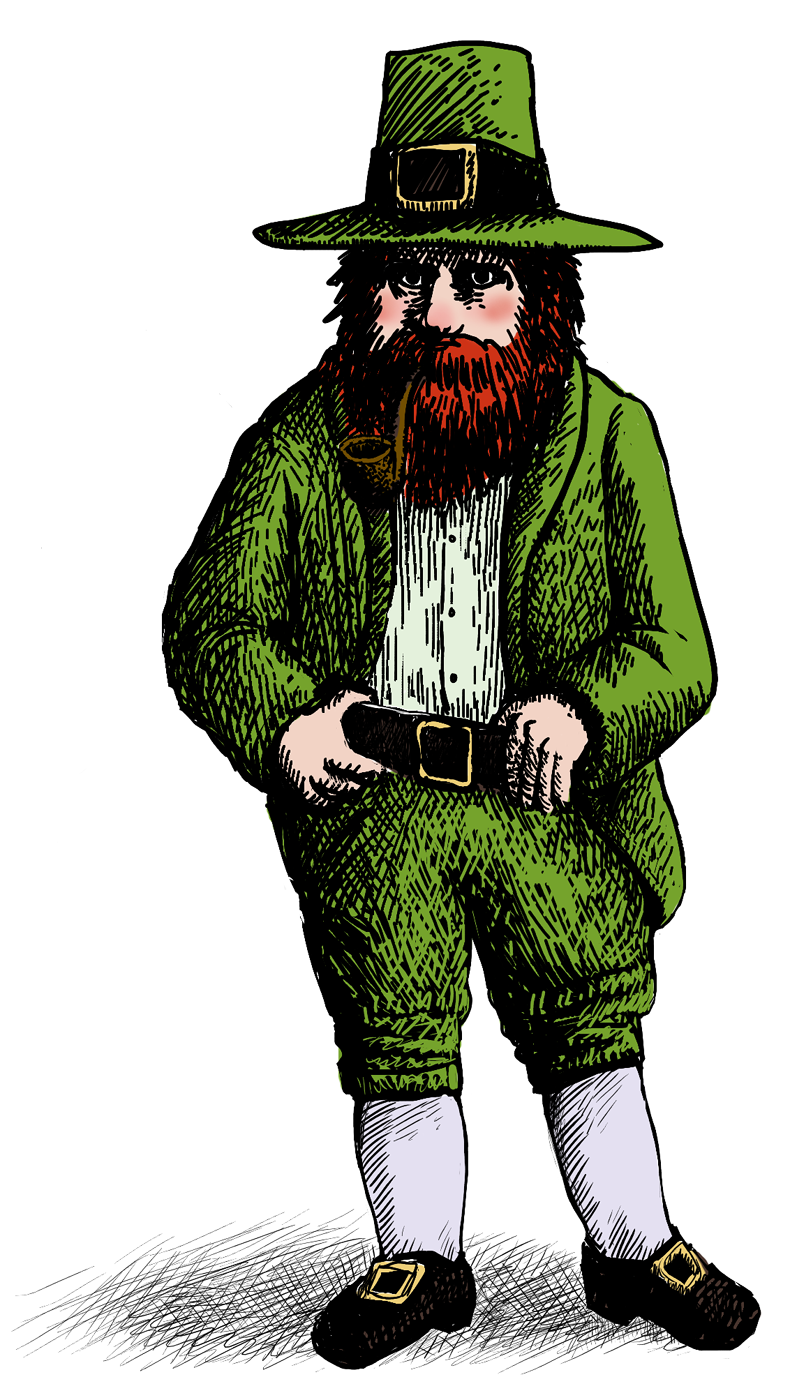
Leprechaun

レプラコーン (英: leprechaun) は、アイルランドの伝承に登場する妖精。

## 概要
多くのケルト妖精譚を編纂したW.B.イェイツは、レプラホーン (Lepracaun) の名は Leith-bhrogan、すなわち片足靴屋を意味するとした。垣根に座って靴を修繕する姿が見られる悪霊の子供で堕落した妖精と伝えられる。役割により、クルラホーン (Cluricauns、泥酔したレプラコーンを指す) 、ファー・ジャルグ（Far Darrig、悪戯好きの赤い服のレプラコーン）などの別名を持つ。働く姿を見せる妖精であることから、スコットランドやイギリスに伝わるブラウニーとも類似するが、ブラウニーは人間に奉仕する妖精であるのに対し、レプラホーンはほとんどの場合自らの為にしか働かない。
靴職人とされ、グリム童話の『小人の靴屋』に登場する妖精とはこのレプラコーンのこととも言われる。地中の宝物のことを知っており、うまく捕まえることができると黄金のありかを教えてくれるが、大抵の場合、黄金を手に入れることはできない。
「小さな体」を意味する名であり、ルブラホーン、ラバーキン、ルホルバン、ルプラホーンとも呼ばれる。英語読みではレプラカーン。小さなしわくちゃの顔にごま塩のあごひげ、とがった鼻に輝く目をしている。銀のボタンの赤ジャケット、茶色の半ズボン、銀の留め金つきの黒ブーツを履くという。また、一日に靴を片方しか作らないが、体が小さくて余り仕事が出来ないから、または一本足であるからとも言われる。たいてい皮のエプロンをし、忙しそうに小槌でコツコツと靴の修理をしている。
この妖精は金の入った壺を持ち、一瞬でも目をそらすとすぐに悪戯を仕掛け、笑いながら姿を消すといわれている。アイルランド南西部には「レプラコーンに注意」 (Leprechaun crossing) の交通標識があることで有名である。
『ハリー・ポッターと炎のゴブレット』では、クィディッチのアイルランドチームのマスコットとして登場し、会場に金貨を降らせた。ただしこの話のレプラコーンが降らせた金貨は、2、3時間ほどで消滅する。

## 原型
現在知られるレプラコーンの源となる妖精の、もっとも早期な例は、Lúchorpáin（「小さな体」の意）という名の水棲または両棲の妖精たちで、『フェルグス・マク・レーティの冒険』(Echtra Fergus mac Léti 英語: Adventure of Fergus son of Léti)に登場し、この作品の古稿は8世紀にさかのぼるとされる。アルスターの王、フェルグス・マク・レーティが水辺でうたたねしていると、三匹のルーホルバン（？）たちによって水中にひきずりこまれるが、目を覚ましてそいつらを手でとらえ、海・池・湖で自由に泳げる力を授けろと要求する。

## 情報源
- D. A. Binchy (ed. & trans.), "The Saga of Fergus mac Léti", Ériu 16, 1952, pp. 33-48